# Schloss Seggerde

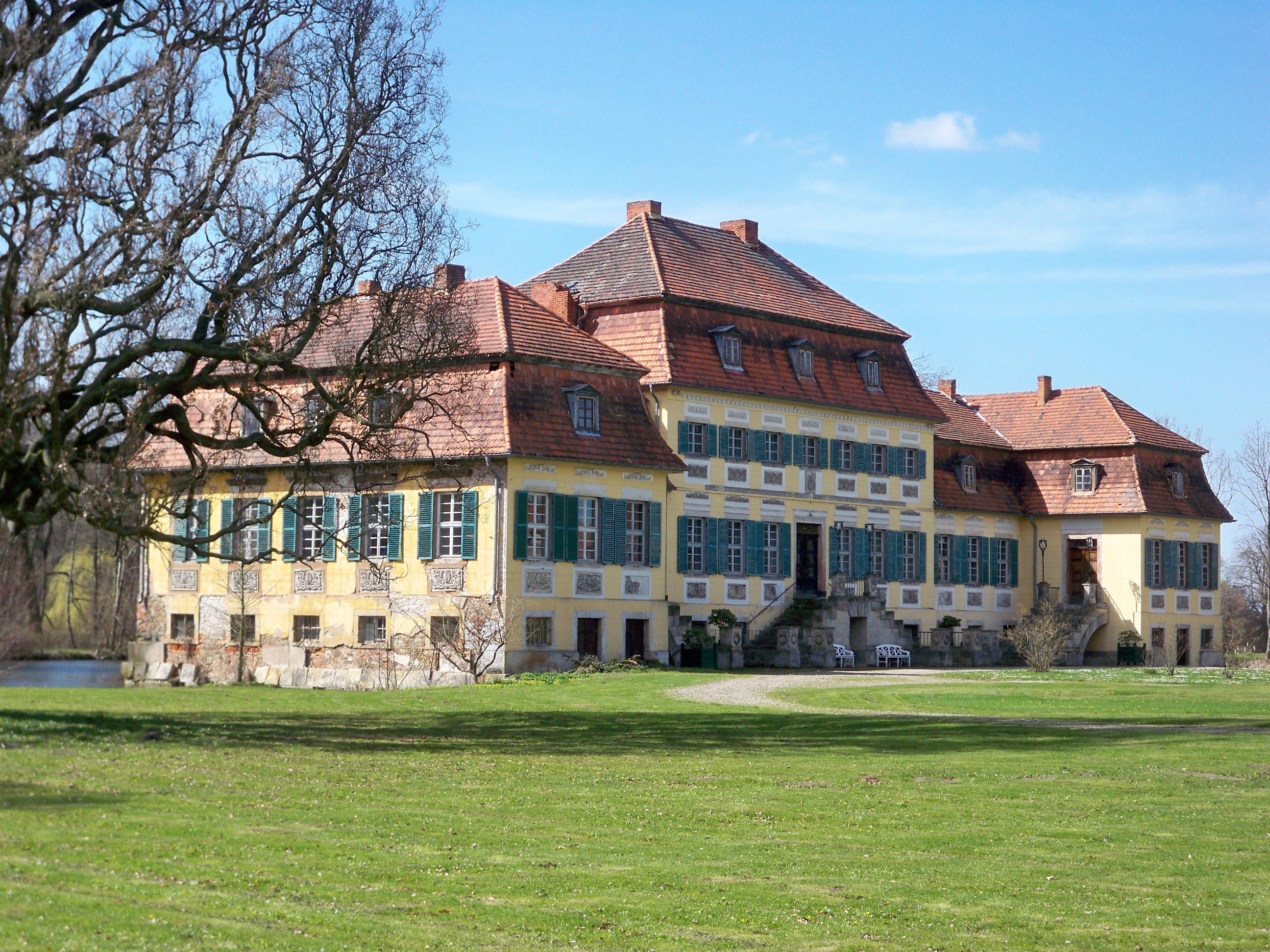
Schloss Seggerde

Das Schloss Seggerde, auch Gutshaus Seggerde, in Oebisfelde-Weferlingen (Landkreis Börde) in Sachsen-Anhalt wurde 1833 bis 1838 von Werner Friedrich Julius Stephan von Spiegel im Stil des Klassizismus umgebaut. Das Schloss liegt im Ortsteil Seggerde an der Aller. 

## Geschichte
Im Jahr 1224 wird ein Siegfried von Seggerde beschrieben, der wahrscheinlich als Namensgeber fungierte. Zwei Jahre später tauchte Seggerde erstmals im Lehnregister des Luthard von Meinersen auf. Die damalige Wasserburg wurde um 1616 von Statius von Münchhausen als Mitgift für seine Tochter Engel erworben, die Arndt Spiegel zu Peckelsheim heiratete. In diese Zeit fällt auch der Umbau der alten Wasserburg, die ursprünglich eine einfache Befestigungsanlage war, die zum Schutz vor den Slawen erbaut wurde. 
1749 heiratete Ehrengard Melusine von Spiegel zu Peckelsheim (* 1728), Erbtochter zu Seggerde, ihren entfernten Vetter Ernst Ludwig Freiherr von Spiegel zum Desenberg. Im Jahr 1828 erbte Werner Friedrich von Spiegel zu Peckelsheim neben zahlreichen anderen Gütern die Wasserburg, auf die er nach kurzzeitigem Aufenthalt in Halberstadt 1830 übersiedelte. Im Jahr 1833 begann er die Wasserburg zu einer Dreiflügelanlage umbauen zu lassen. In diese Zeit fällt auch die Anlage des englischen Landschaftsparks mit seinen zwei großen Seen sowie einer Orangerie und einem Palmenhaus. Die heute noch das Schloss von drei Seiten umschließenden Wassergräben sind die letzten Anzeichen dafür, dass hier einst eine wehrhafte Wasserburg stand. 
Das Schloss Seggerde einschließlich Rittergut und Ländereien vererbte die 1892 verstorbene Frau von Werner Friedrich von Spiegel zu Peckelsheim, dem Sohn des oben genannten, an ihren Schwager, den Kammerherrn und Landrat a. D. Eduard von Davier.
1945 wurde die Familie von Davier von der sowjetischen Besatzungsmacht zwangsenteignet. Das Schloss diente fortan als Lungenheilanstalt, Lehrlingswohnheim, Unterkunft der Grenztruppen und Kinderkrippe. Seit der Wiedervereinigung ist die Familie von Davier wieder Eigentümerin des Schlosses. Der Schlosspark gehörte bis 2017 zum Parkverbund „Gartenträume Sachsen-Anhalt“. Gelegentlich finden im Schloss Konzerte statt.

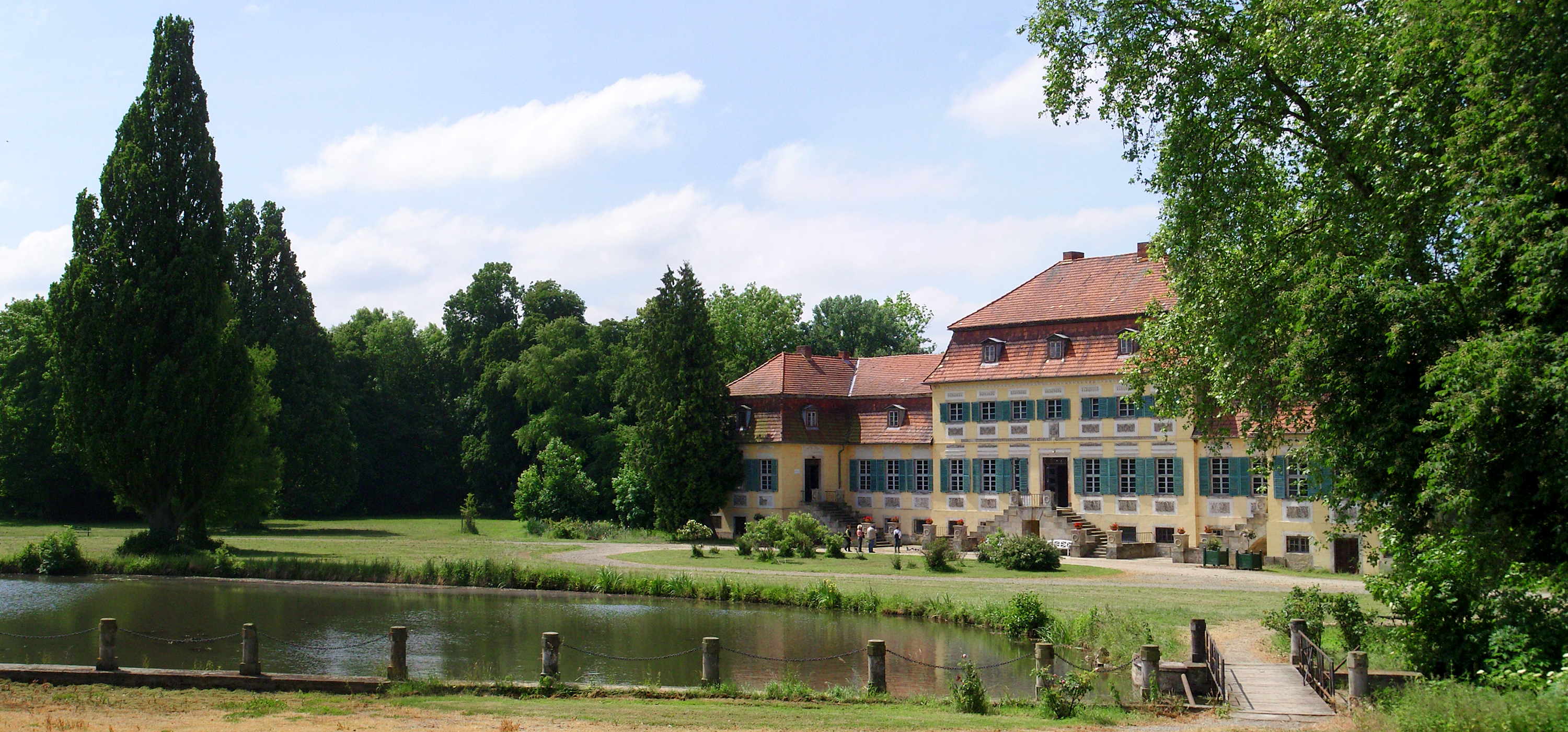
Schloss Seggerde
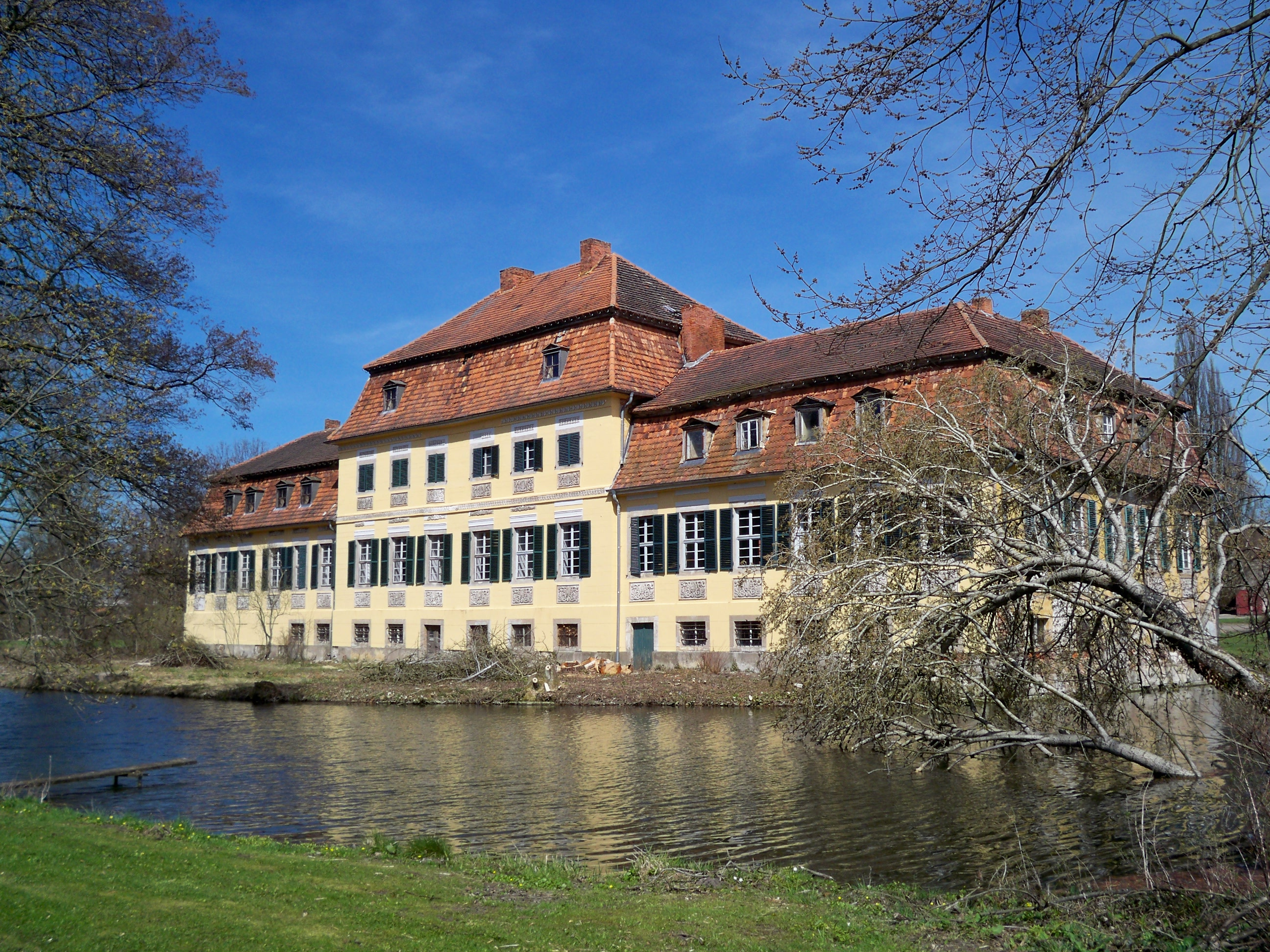
Rückseite
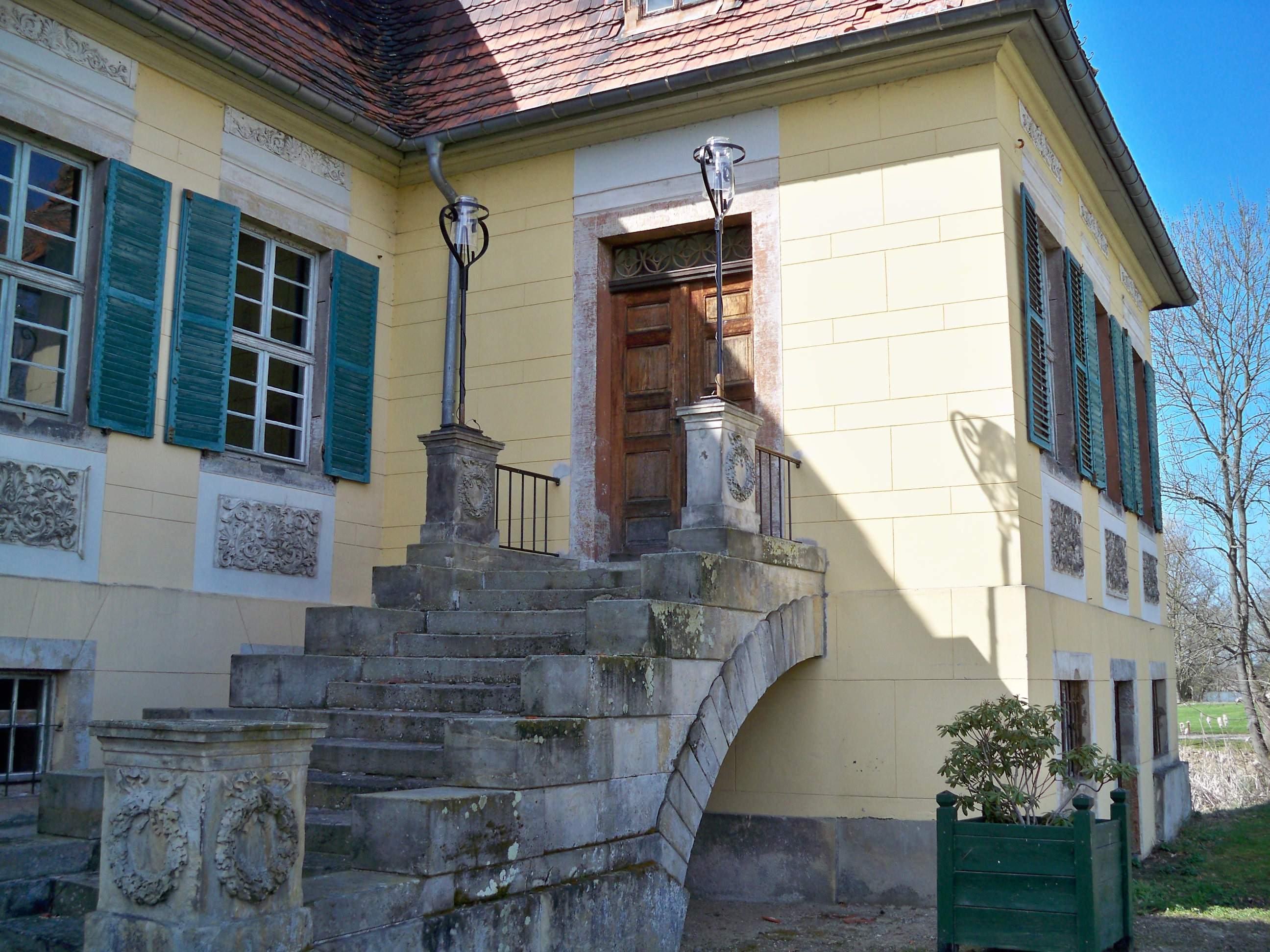
Detailansicht (Nordostseite)